# Río Corgo
El río Corgo es un río del noroeste de la península ibérica, afluente del río Duero, que discurre íntegramente por el distrito de Vila Real, en Portugal. 

## Curso
Nace en el municipio de Vila Pouca de Aguiar y fluye a lo largo de la ciudad Peso da Régua, en la margen derecha del río Duero, antes de pasar por Vila Real y el municipio de Santa Marta de Penaguião.
La mitad de su recorrido pasa por la localidad de Vila Real, donde recibe un afluente del río Cabril (que tiene origen en la Serra do Alvão), y otros pequeños ríos y arroyos.
Por debajo de Vila Real y entrar en el condado de Santa Marta de Penaguião, el Corgo tiene en sus orillas los viñedos de la región del Douro.
Todavía en Vila Real, el río tiene dos presas, uno para la recreación, el complejo de Codessais, con piscinas y playa de Río, bares y animación en noches de verano y el segundo, aguas abajo de la ciudad, con el nombre de Terragido, para aprovechamiento hidroeléctrico (producción de energía eléctrica) y tratamiento de aguas y residuos.

## Afluentes
- Ribeira de Codessais (izqda.)
- Ribeira de Tourinhas (izqda.)
- Río Cabril (dcha.)
- Río Sordo (dcha.)
- Río Tanha (izqda.)